# 新疆拉拉藤
新疆拉拉藤（学名：Galium xinjiangense）为茜草科拉拉藤属下的一个种。